# J'ai huit ans
Pour plus de détails, voir Fiche technique et Distribution.
J'ai huit ans est un film français de René Vautier, Olga Baïdar-Poliakoff et Yann Le Masson et sorti en 1961. Il dénonce la guerre d'Algérie. Réalisé à partir de dessins et de récits d'enfants recueillis par Jacques Charby et Frantz Fanon, il demeure censuré jusqu'en 1974 : il a toutefois été diffusé clandestinement. 
Les enfants filmés ont 8 ans et sont donc nés vers le début de la guerre d'Algérie.

## Fiche technique
- Titre français : J'ai huit ans
- Réalisation : Olga Baïdar-Poliakoff et Yann Le Masson
- Scénario : Olga Baïdar-Poliakoff et Yann Le Masson
- Photographie : Yann Le Masson
- Montage : Jacqueline Meppiel
- Pays d'origine : France
- Format : Couleurs - 35 mm
- Genre : court métrage
- Durée : 10minutes
- Date de sortie : 1961